# Гаевское (Львовская область)
Гаевское (укр. Гаївське) — село в Бусской городской общине Золочевского района Львовской области Украины.
Население по переписи 2001 года составляло 189 человек. Занимает площадь 0,67 км². Почтовый индекс — 80522. Телефонный код — 3264.